# أملج أشعث
أملج أشعث (الاسم العلمي:Phyllanthus villosus) هو نوع من النباتات يتبع جنس الأملج من الفصيلة الأملجية.